# Rio Calhau
O rio Calhau é um curso d'água localizado em São Luís, na porção norte da cidade.
Percorre 2,2 km e deságua na Praia do Calhau. Um de seus principais afluentes é rio Canaã, por vezes considerado como parte do rio Calhau. 
O rio passa por baixo da Avenida dos Holandeses e da Avenida Litorânea. Corta os bairros: Planalto Vinhais, Park La Ravardière, Olho D'Água e Altos do Calhau.
A vegetação encontrada no rio abrange o: babaçu, juçarais (açaí), buriti, tucum, mangueiras, dentre outras.
A poluição do rio é uma das principais causas de prejuízos à balneabilidade das praias da capital, embora existam projetos de despoluição.